# Atractus occipitoalbus
Atractus occipitoalbus este o specie de șerpi din genul Atractus, familia Colubridae, descrisă de Giorgio Jan în anul 1862. Conform Catalogue of Life specia Atractus occipitoalbus nu are subspecii cunoscute.